# Église Saint-Barthélemy de Pontevedra
Pour les articles homonymes, voir Église Saint-Barthélémy.
L'église Saint-Barthélemy (Iglesia de San Bartolomé) est un édifice religieux catholique sis dans la ville de Pontevedra, en Galice (Espagne). De style baroque l’église fut construite à la fin du XVIIe siècle comme lieu de culte et d’activités pastorales du collège jésuite y attenant. L'église fut dédiée à saint Barthélemy lorsqu'elle devint église paroissiale en 1836.

## Localisation
L'édifice se trouve rue Sarmiento, près de l'ancienne porte Saint-Claire - ou Rocheforte - des anciens remparts de la ville. Le collège de la Compagnie de Jésus qui lui est attenant fait partie aujourd'hui du complexe de musées de la ville (musée de Pontevedra).

## Histoire
L'église fut construite de 1695 à 1714, par les Jésuites selon les plans de leur église-mère du Gesù à Rome. Faisant partie du complexe scolaire elle recevait les activités pastorale et spirituelles organisées pour les élèves du collège que les Jésuites ont dirigé dans la ville entre 1650 et 1767, l'année de leur expulsion d'Espagne. Elle fut consacrée et ouverte au culte le 14 juillet 1714,.
Le choix du site pour la construction de l'église fut fait en 1685. Pedro Monteagudo, en a fait le projet, sur le modèle de l'église du Gesù (Rome). L'église a survécu au tremblement de terre de Lisbonne en 1755, mais des contreforts ont été ajoutés sur le côté gauche pour la sécuriser et en consolider les fondations,.
L'église fut reconvertie en église paroissiale en 1836 remplaçant et prenant le nom de l'ancienne église Saint-Barthélemy-le-Vieux, qui occupait le site où se trouve aujourd'hui le Théâtre Principal de Pontevedra.

## Description
Cette nouvelle église Saint-Barthélemy est un grand édifice solennel et l'un des rares exemples existants en Galice de l'architecture baroque italienne, très différente de celle du baroque galicien. Avec cette église, le baroque dit international a été introduit en Galice.
En croix latine l'eglise est inscrite dans un rectangle. Elle se compose de trois nefs à trois sections et d'un transept avec une chapelle principale entre deux sacristies. Elle rappelle des églises italiennes dédiées au 'Nom de Jésus' comme le Gesù de Ferrare, le Gesù de Lecce ou l'église de la Compagnie de Jésus à Venise, entre autres. Les nefs latérales sont couvertes de voûtes d'arêtes par sections et la nef principale d'une voûte en berceau. Le dôme se dresse sur des pendentifs. À l'intérieur, on trouve d'importantes sculptures de l'école de Valladolid, comme la Madeleine Pénitente, et de l'école baroque de Saint-Jacques-de-Compostelle.
L'église abrite dans un autel de son intérieur la statue de la Vierge de l'O (la Vierge enceinte), sainte patronne de la ville de Pontevedra.
Sur sa façade, les 6 grandes colonnes doriques, les clochers et le fronton supérieur sont caractéristiques du baroque jésuite. On y trouve aussi les armoiries de la famille Pimentel, sur la partie supérieure de la porte d'entrée du collège un grand blason en pierre de l'Espagne et au centre, une sculpture de la Vierge Marie dans une niche.

## Galerie

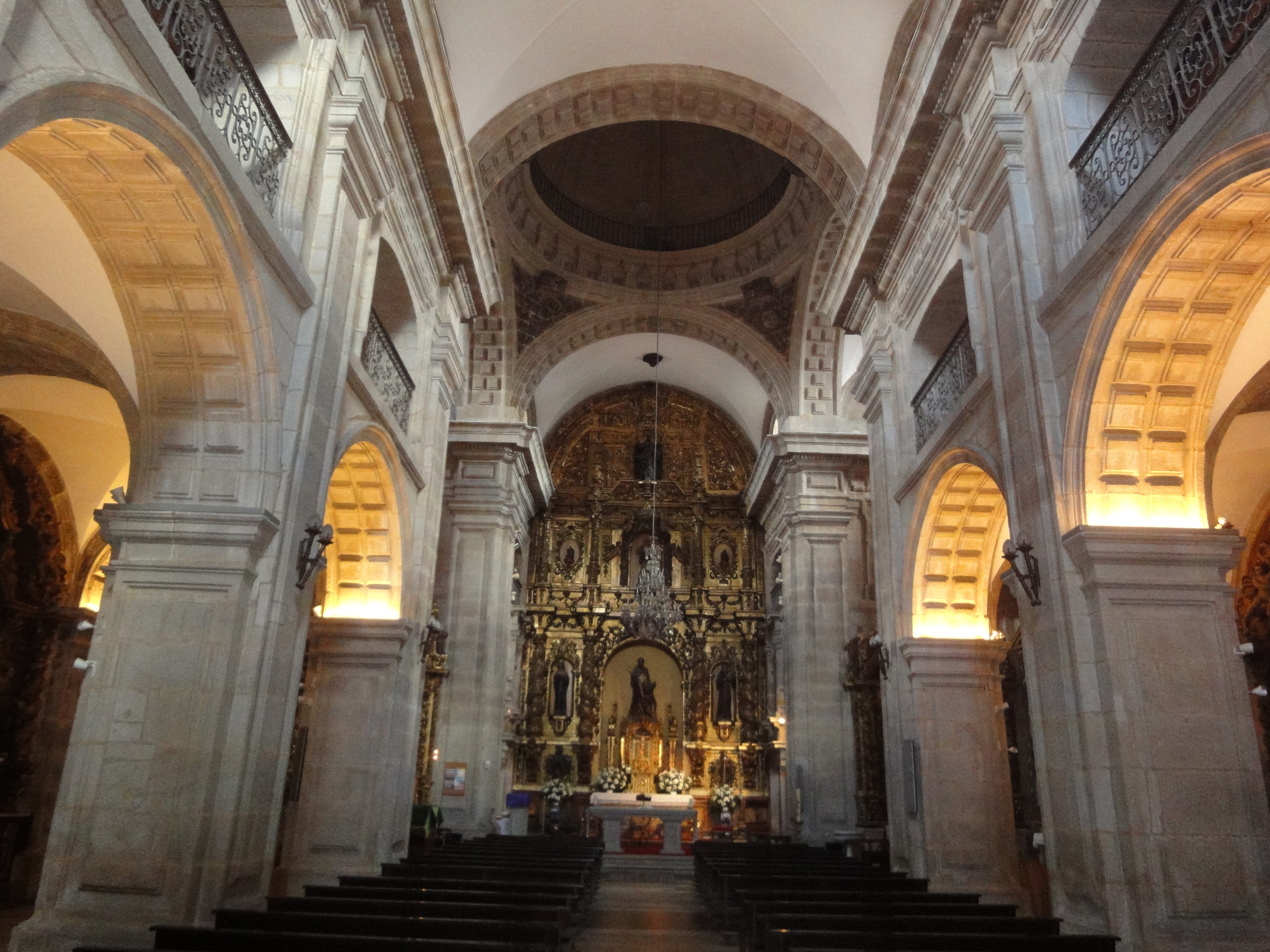
Nef centrale de l'église
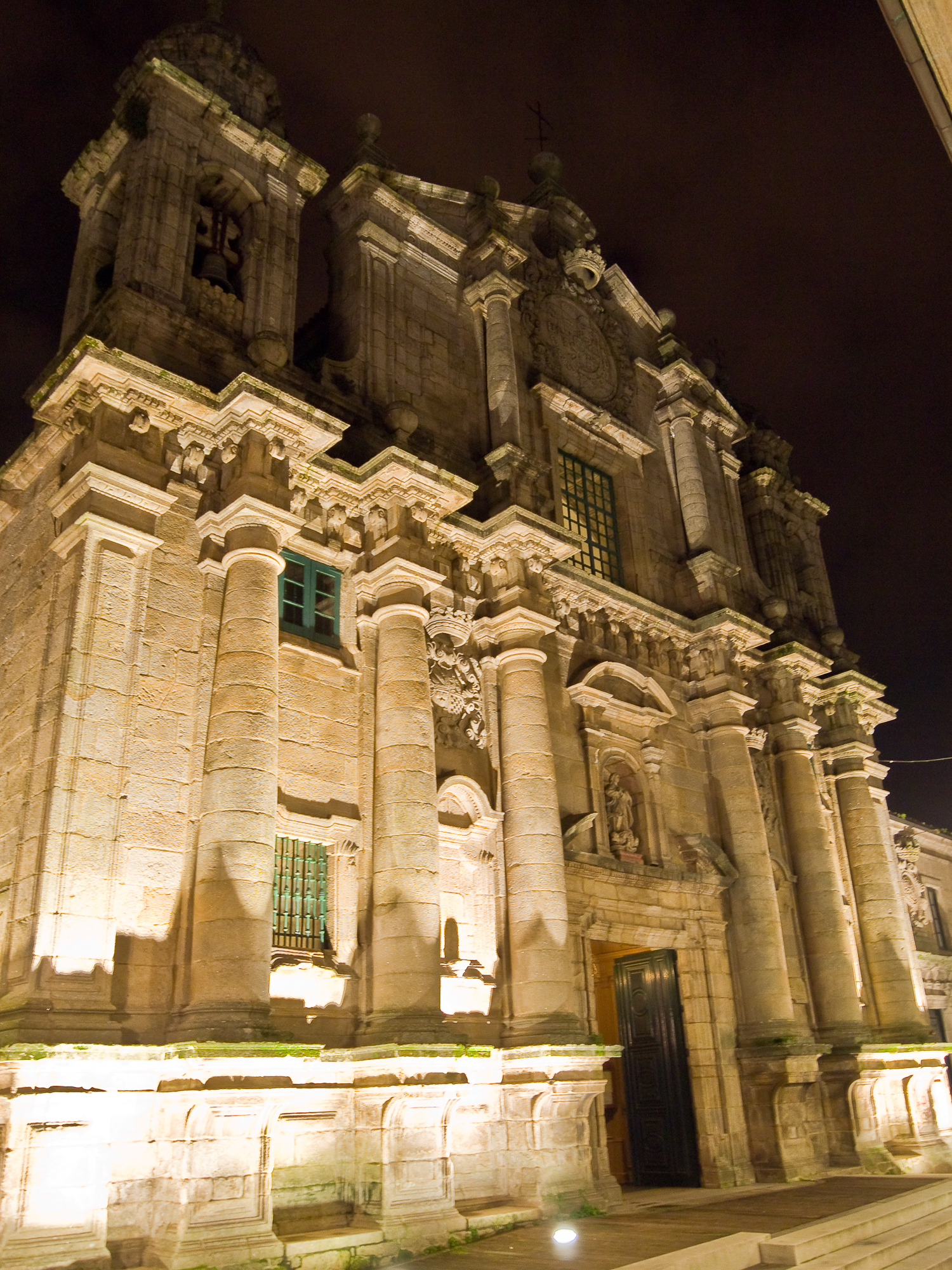
L'église (de nuit)
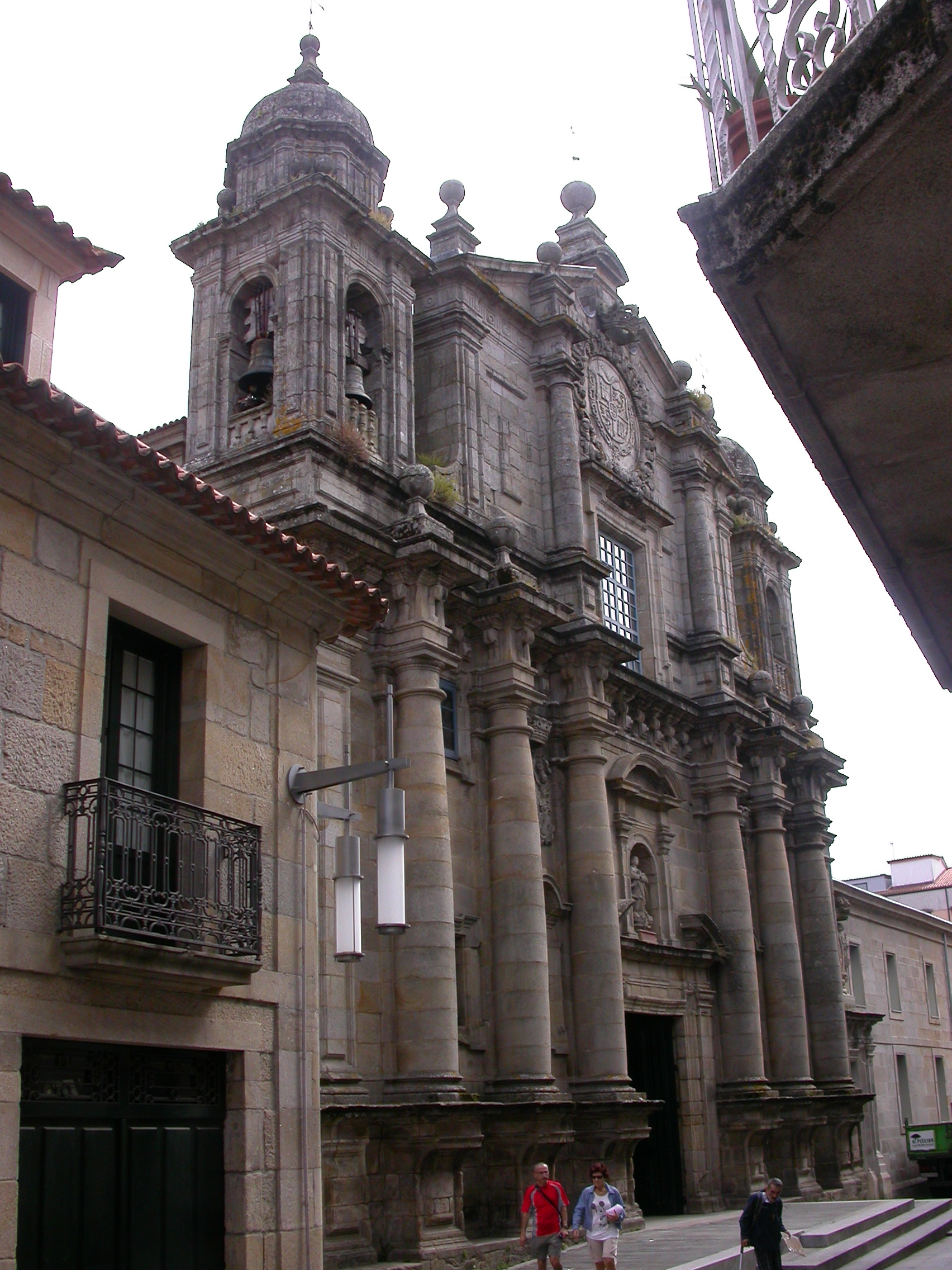
L'église Saint-Barthélemy
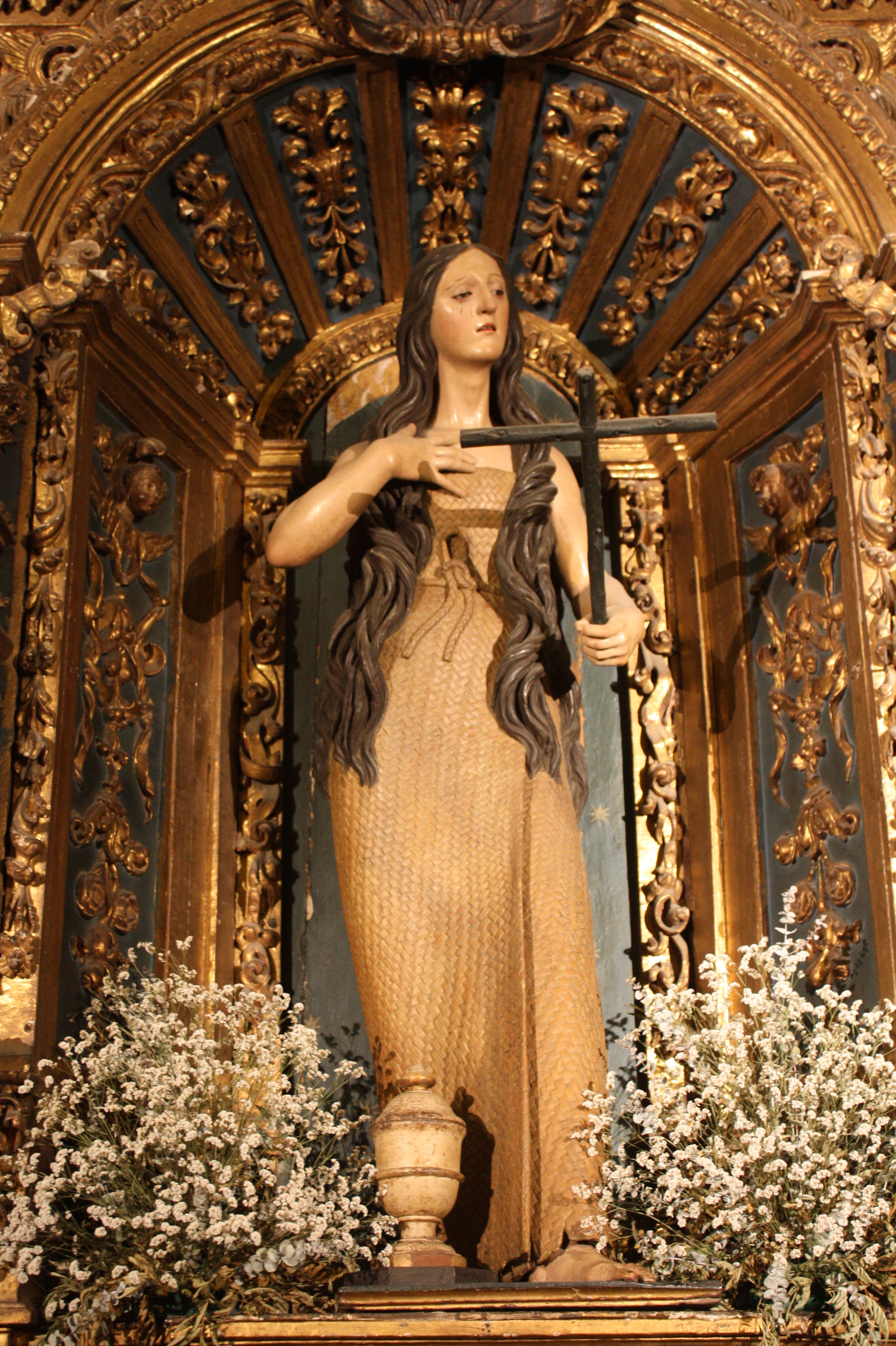
La 'Madeleine Pénitente'
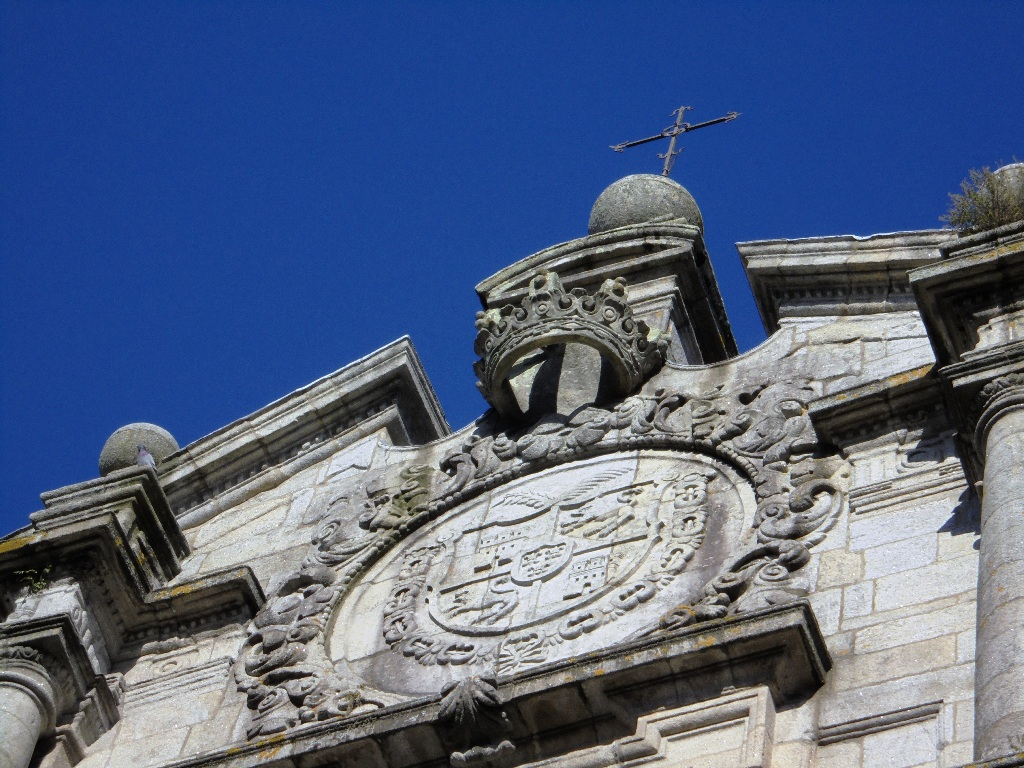
Blason de l'Espagne en haut de la façade
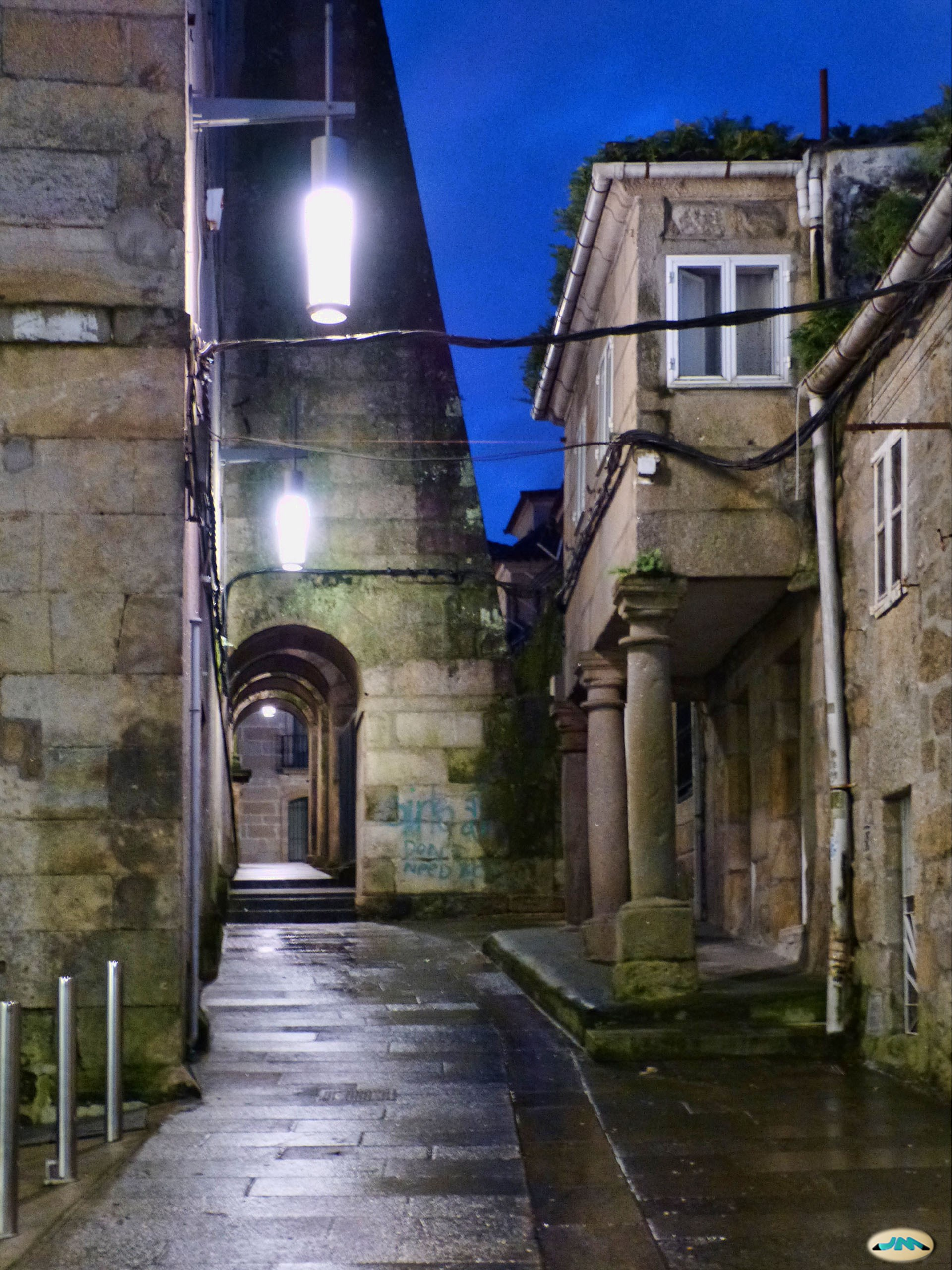
Contreforts soutenant le côté gauche de l’édifice
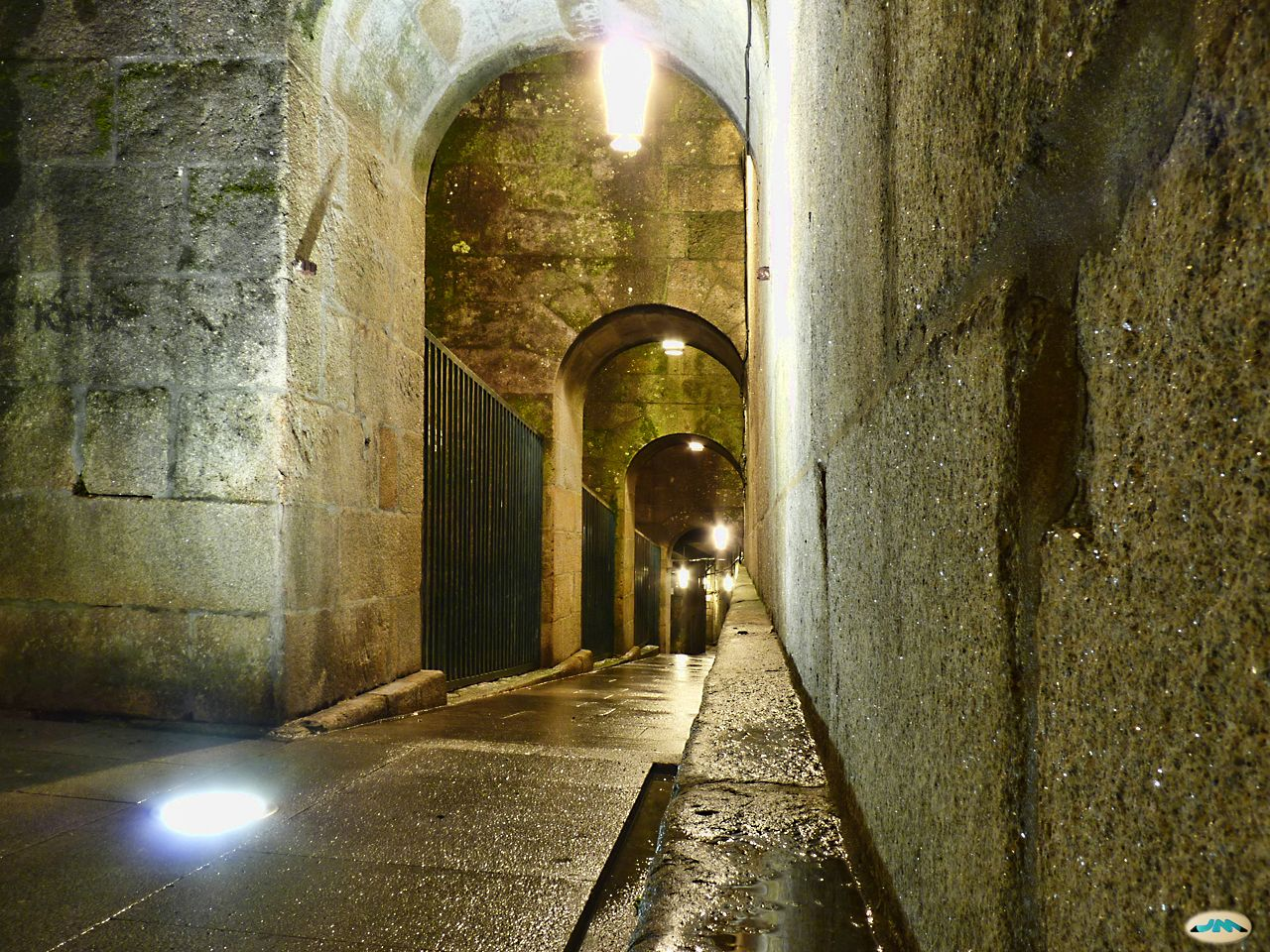
Passage sous les contreforts
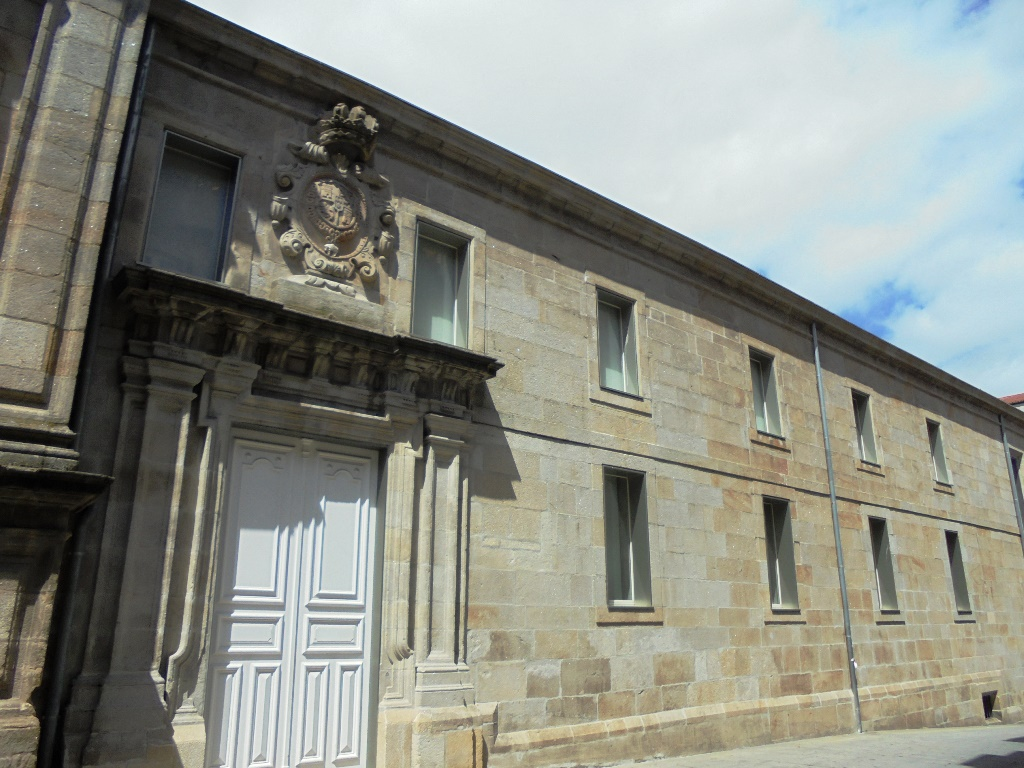
Le collège de la Compagnie de Jésus

### Autres articles
- Collège de la Compagnie de Jésus de Pontevedra
- Architecture baroque
- Compagnie de Jésus
- Rue Sarmiento